# Trae
Frazier Thompson III (ur. 5 marca 1980 w Houston w stanie Teksas), lepiej znany pod pseudonimami Trae i Trae Tha Truth, amerykański raper. Jego kariera zaczęła się od współpracy z raperem Z-Ro. Był również członkiem hip-hopowej grupy Screwed Up Click. Trae i Z-Ro razem z Dougie D tworzyli grupę Guerilla Maab.

## Historia
W 2003 rozpoczął karierę solową albumem Losing Composure. Później w 2004 roku pojawił się jego drugi album studyjny Same Thing Different Day, a w 2006 Restless, rok później ukazała się płyta Life Goes On, a ostatnio, w 2008 roku The Beginning.
Trae wdał się w bójkę z raperem o pseudonimie Mike Jones podczas rozdania nagród Ozone Awards w 2008 roku. Później obaj przeprosili za ten incydent.
Na 2010 rok zapowiedziana jest szósta już, solowa płyta Trae zatytułowana Tha Truth. Płytę zwiastuje singiel Grey Cassette z gościnnym udziałem Buna B i Lil’ Keke. W internecie pojawił się także teaser teledysku do tego utworu, reżyserowany przez Rakesha Jacoba. Poza Grey Cassette pojawiły się również I Won't Change gdzie gościnnie możemy usłyszeć Krayzie Bone'a i Twistę, Don't Love Her z udziałem Ludacrisa i Gucciego Mane’a, a także Life z Jadakissem.
Przy nagrywaniu swoich płyt Trae współpracował z takimi artystami jak Bun B, Lil’ Keke, Z-Ro, Paul Wall, Chamillionaire, Big Hawk, Pimp C, Devin the Dude, Jadakiss, Slim Thug, Lil’ Wayne, Yung Joc czy Spice 1.

## Nagrody i wyróżnienia
W 2008 Trae został nagrodzony przez burmistrza Houston Billa White’a i członka rady miasta Petera Browna swoim własnym dniem, Dniem Trae, w podziękowaniu za jego zasługi w pracach na rzecz społeczności. Był to pierwszy raz kiedy ten zaszczyt przypadł raperowi. Po raz pierwszy Dzień Trae był obchodzony 22 lipca 2008 roku. W 2009 roku podczas obchodzenia uroczystości doszło do strzelaniny, w której zostało rannych 6 osób.

## Internetowa kreskówka
W listopadzie 2008, do sieci trafił pierwszy odcinek kreskówki zatytułowanej „The Adventures of Trae Tha Truth”. Animacja przypomina nieco stylistyką South Park. W pierwszym odcinku traktującym o incydencie na gali Ozone Awards wzięli udział Trae, Grey-D, Jay'ton i Lil’ Boss. Do tej pory ukazało się kilka epizodów show, w których wystąpili m.in. Slim Thug i Chamillionaire. Całość można oglądać za pośrednictwem serwisu YouTube.

## Dyskografia

### Albumy solowe
- 2003: Losing Composure
- 2004: Same Thing Different Day
- 2006: Restless
- 2007: Life Goes On
- 2008: The Beginning
- 2010: Tha Truth

### Albumy kolaboracyjne
- 1999: Rise (z Guerilla Maab)
- 2000: In the Mist of Guerillas (z Guerilla Maab)
- 2002: Resurrected (z Guerilla Maab)
- 2002: Year of the Underdawgs (z Guerilla Maab)
- 2003: Assholes by Nature (z Z-Ro)
- 2008: It Is What It Is (z Z-Ro)

### Mixtape’y
- 2005: Return Of The Streets (with DJ Smallz)
- 2006: Later Dayz
- 2006: On The Grind - Southwest General
- 2006: Dirty South Mixtape 5 (with DJ Static)
- 2007: Tha Truth Show
- 2007: Asshole By Nature (with DJ Scream)
- 2007: I Am Houston (with DJ Chuck T)
- 2008: The Streets of the South Pt. 1 (with DJ Slim Chances)
- 2008: The Diary of the Truth
- 2008: Street's Advocate
- 2008: The Streets of the South Pt. 2 (with DJ Slim Chances)
- 2009: Both Sides of the Fence (with Rob G)
- 2009: Trae Day (with DJ Lil Randy)
- 2009: The Incredible Truth
- 2010: Mr. Houston Pt.2 (with DJ Bigga Rankin)
- 2010: Traebute
- 2010: Reasonable Drought (with DJ Slim Chances)
- 2010: Late Night King (with DJ Slim Chances)
- 2010: Can’t Ban The Truth (with DJ Evil Empire and DJ Folk)
- 2010: King of the Streets, Vol. 2 (with DJ Slim Chances)
- 2011: 48 Hours
- 2012: King of the Streets: Freestyles

### Single
| Rok  | Tytuł                                          | Pozycje w notowaniach | Pozycje w notowaniach | Pozycje w notowaniach | Album        |
| Rok  | Tytuł                                          | U.S. Hot 100          | U.S. R&B              | U.S. Rap              | Album        |
| ---- | ---------------------------------------------- | --------------------- | --------------------- | --------------------- | ------------ |
| 2006 | „Swang” (feat. Fat Pat & Big Hawk)             | —                     | —                     | —                     | Restless     |
| 2006 | „No Help” (feat. Z-Ro)                         | —                     | —                     | —                     | Restless     |
| 2006 | „In the Hood” (feat. Big Pokey & Yung Joc)     | —                     | 64                    | —                     | Restless     |
| 2007 | „Screwed Up” (feat. Lil’ Wayne)                | —                     | 71                    | —                     | Life Goes On |
| 2007 | „Nuthin' 2 A Boss” (feat. Slim Thug)           | —                     | —                     | —                     | Life Goes On |
| 2008 | „Ghetto Queen” (feat. Lloyd & Rich Boy)        | —                     | —                     | —                     | Life Goes On |
| 2009 | „I Won't Change” (feat. Krayzie Bone & Twista) | —                     | —                     | —                     | Tha Truth    |
| 2009 | „Don't Love Her” (feat. Ludacris & Gucci Mane) | —                     | —                     | —                     | Tha Truth    |
| 2009 | „Life” (feat. Jadakiss)                        | —                     | —                     | —                     | Tha Truth    |
| 2009 | „Grey Cassette” (feat. Bun B & Lil’ Keke)      | —                     | —                     | —                     | Tha Truth    |
| 2010 | „Inkredible” (feat. Lil Wayne & Rick Ross)     | —                     | —                     | —                     |              |